# NGC 2235
NGC 2235 è una galassia ellittica di tipo E2 di Hubble nella costellazione di Dorado nel cielo stellato meridionale. Si stima che si trovi a 363 milioni di anni luce dalla Via Lattea e abbia un diametro di circa 85.000 anni luce.
Nella stessa area celeste si trovano, tra l'altro, le galassie NGC 2228, NGC 2229, NGC 2230, NGC 2233.

## Scoperta
La galassia è stata scoperta il 30 novembre 1834 da John Herschel.